# Liste der Kulturdenkmäler in Stahlberg
In der Liste der Kulturdenkmäler in Stahlberg sind alle Kulturdenkmäler der rheinland-pfälzischen Ortsgemeinde Stahlberg aufgeführt. Grundlage ist die Denkmalliste des Landes Rheinland-Pfalz (Stand: 27. November 2018).

## Einzeldenkmäler
| Bezeichnung  | Lage                                                   | Baujahr | Beschreibung                                                                                        | Bild                           |
| ------------ | ------------------------------------------------------ | ------- | --------------------------------------------------------------------------------------------------- | ------------------------------ |
| Glockenturm  | Turmstraße 8 Lage                                      | 1911    | gotisierender Sandsteinquaderbau mit Pyramidendach, 1911, Architekt wohl Peter Arnold, Rockenhausen | Fotos hochladen                |
| Langer Stein | südlich des Ortes im Wald; Distrikt Der Stahlberg Lage |         | Menhir, jungsteinzeitlich                                                                           | weitere Bilder Fotos hochladen |